# Salah Amin Nour
Salah Amin Nour (en arabe : صلاح أمين نور), né en 1992, est un nageur égyptien.

## Carrière
Salah Amin Nour remporte aux Championnats d'Afrique de natation 2021 à Accra la médaille de bronze sur 400 mètres quatre nages.